# Francesc Damià Llangostera i Pujol
Francesc Damià Llangostera i Pujol (Tortosa, 24 de juliol de 1955) fou un futbolista català de les dècades de 1970 i 1980.

## Trajectòria
Es formà al CD Tortosa, club de la seva ciutat natal. L'any 1975 fou fitxat pel Barcelona Atlètic, on jugà durant tres temporades, més una quarta cedit al Terrassa FC. Amb el primer equip jugà dues temporades, guanyant una Copa del Rei l'any 1981. L'any 1981 marxà a Mèxic, on jugà dues temporades al Club Puebla, i acabà la seva carrera al Palencia CF.

## Palmarès
- Copa espanyola:
  - 1980-81